# Stazione di Nakanobu
La stazione di Nakanobu (中延駅?, Nakanobu-eki) è una stazione ferroviaria e metropolitana di Tokyo. Si trova nel quartiere di Shinagawa. La stazione è servita dalla linea Asakusa della metropolitana di Tokyo e dalla linea Tōkyū Ōimachi.

## Linee

### Treni
- Tōkyū Corporation
  - ● Linea Tōkyū Ōimachi

### Metropolitana
- Toei
  - Linea Asakusa

## Binari

### Stazione Tōkyū
| 1 | ● Linea Tōkyū Ōimachi | per Hatanodai, Jiyūgaoka, Futako-Tamagawa e, (via Linea Tōkyū Den-en-toshi) Saginuma, Chūō-Rinkan |
| 2 | ● Linea Tōkyū Ōimachi | per Ōimachi                                                                                       |

### Stazione Toei
| 1 | Linea Asakusa | per Nishi-Magome                                                 |
| 2 | Linea Asakusa | per Sengakuji, Nihombashi, Stazione di Oshiage, Aeroporto Narita |

## Stazioni adiacenti
| «                   | Servizio      | »             |
| Linea Asakusa       | Linea Asakusa | Linea Asakusa |
| ------------------- | ------------- | ------------- |
| Togoshi             | -             | Takanawadai   |
| Linea Tōkyū Ōimachi |               |               |
| Togoshi-kōen        | -             | Ebaramachi    |